# 吉田天神社
吉田天神社（よしだ てんじんしゃ）は、愛知県豊橋市にある神社（天満宮）。通称、吉田天満宮（よしだ てんまんぐう）。

## 由緒
吉田天神社は、往古、菅公の神像が鹿菅（しかすが）の海辺に漂っていたのを里人が石塚（豊橋市花田町）の辺りに小社を建てて祀っていたが、天文元年（1532年）岩崎玄朝が奉祀したことに始まる。「三州吉田領神社仏閣記」（元禄6年）に、羽田村「新銭町、天神、祢宜岩崎石見長右衛門、右境内弁財天」とある。
寛永8年（1631年）吉田（豊橋）城主松平忠利は社殿を造営し、延宝2年（1674年）吉田城主小笠原長矩は拝殿・楼門を建造した。明和7年（1770年）彦根藩儒竜公美の筆になる扁額、天保11年（1840年）渡辺崋山などが揮毫した拝殿の格天井の「月に雁」の図（鈴木三岳の代筆）などは、昭和20年（1945年）6月の空襲
によってことごとく焼失した。昭和30年（1955年）戦災復興土地区画整理により社地を移して白山比咩（はくさんひめ）神社に相殿合祀遷座した。

## 境内

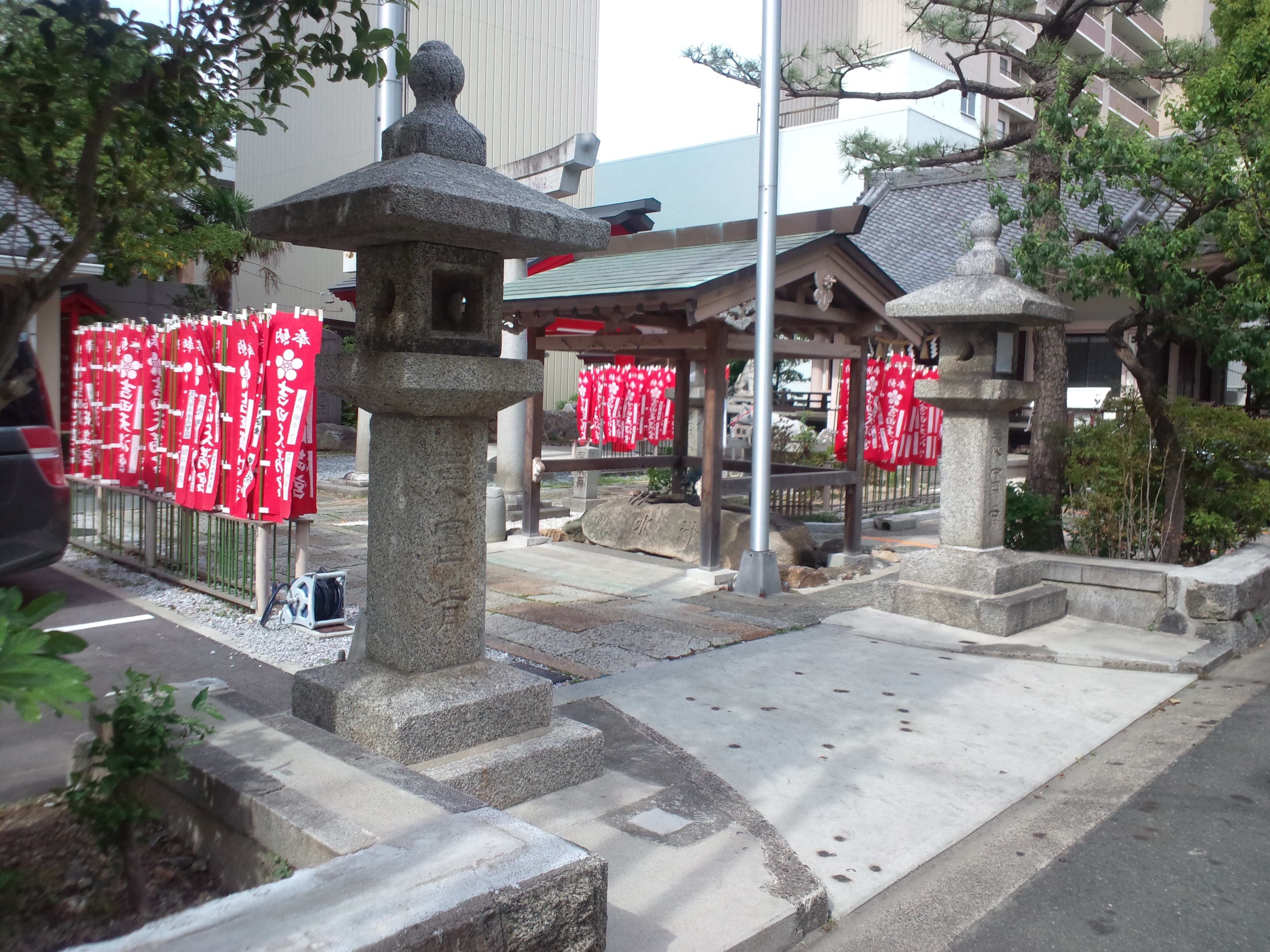
入口
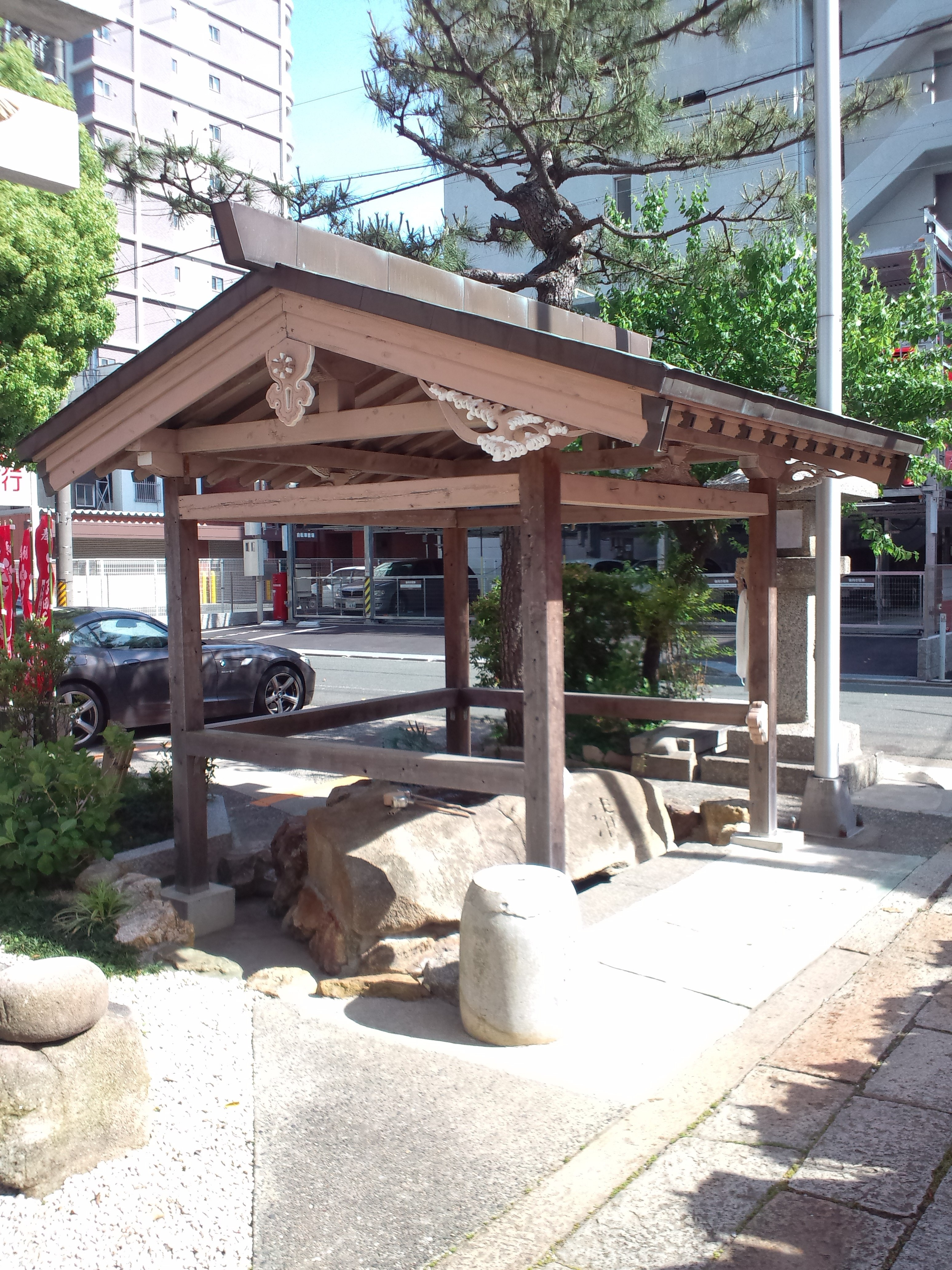
手水舎
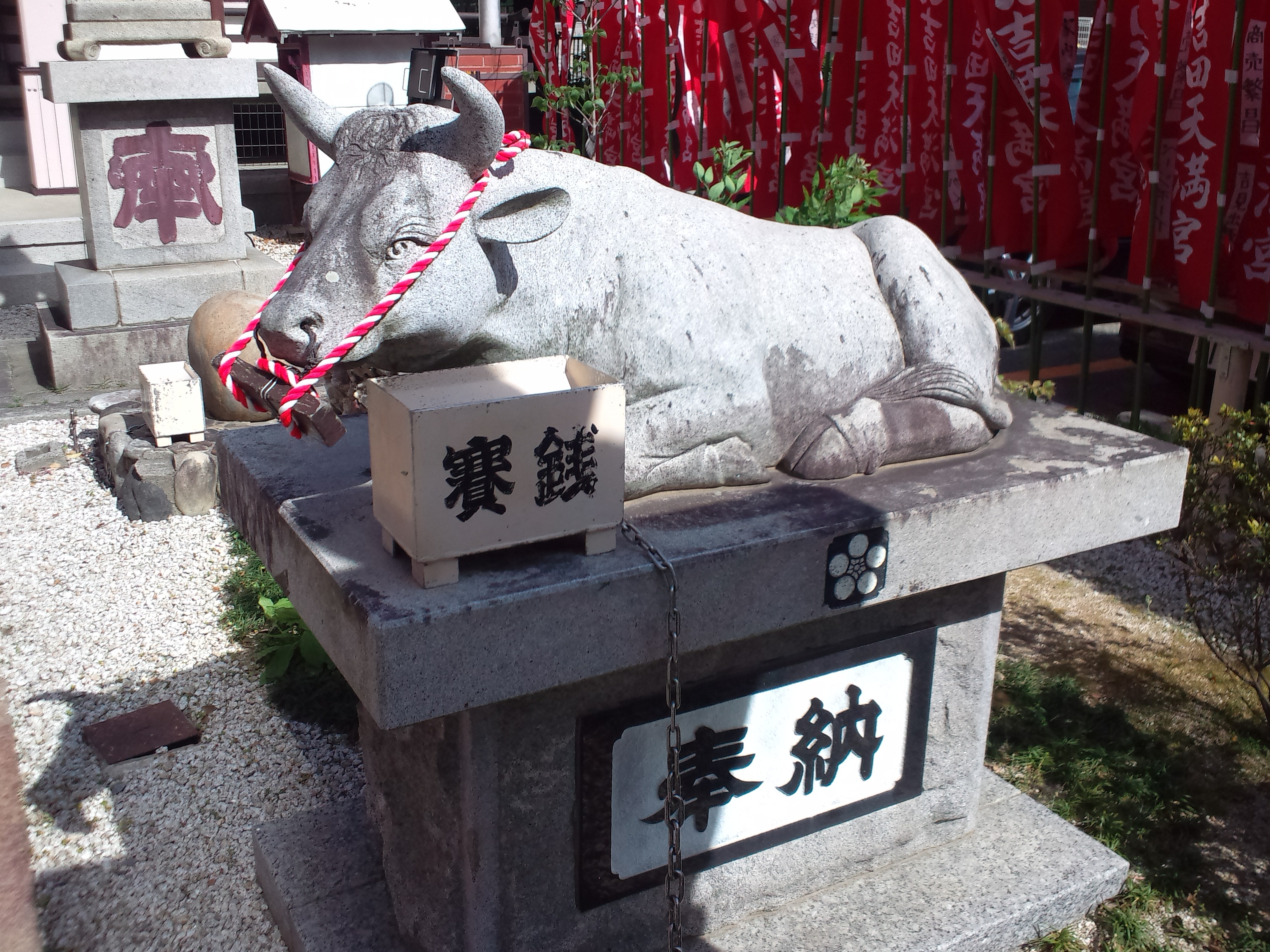
臥牛像
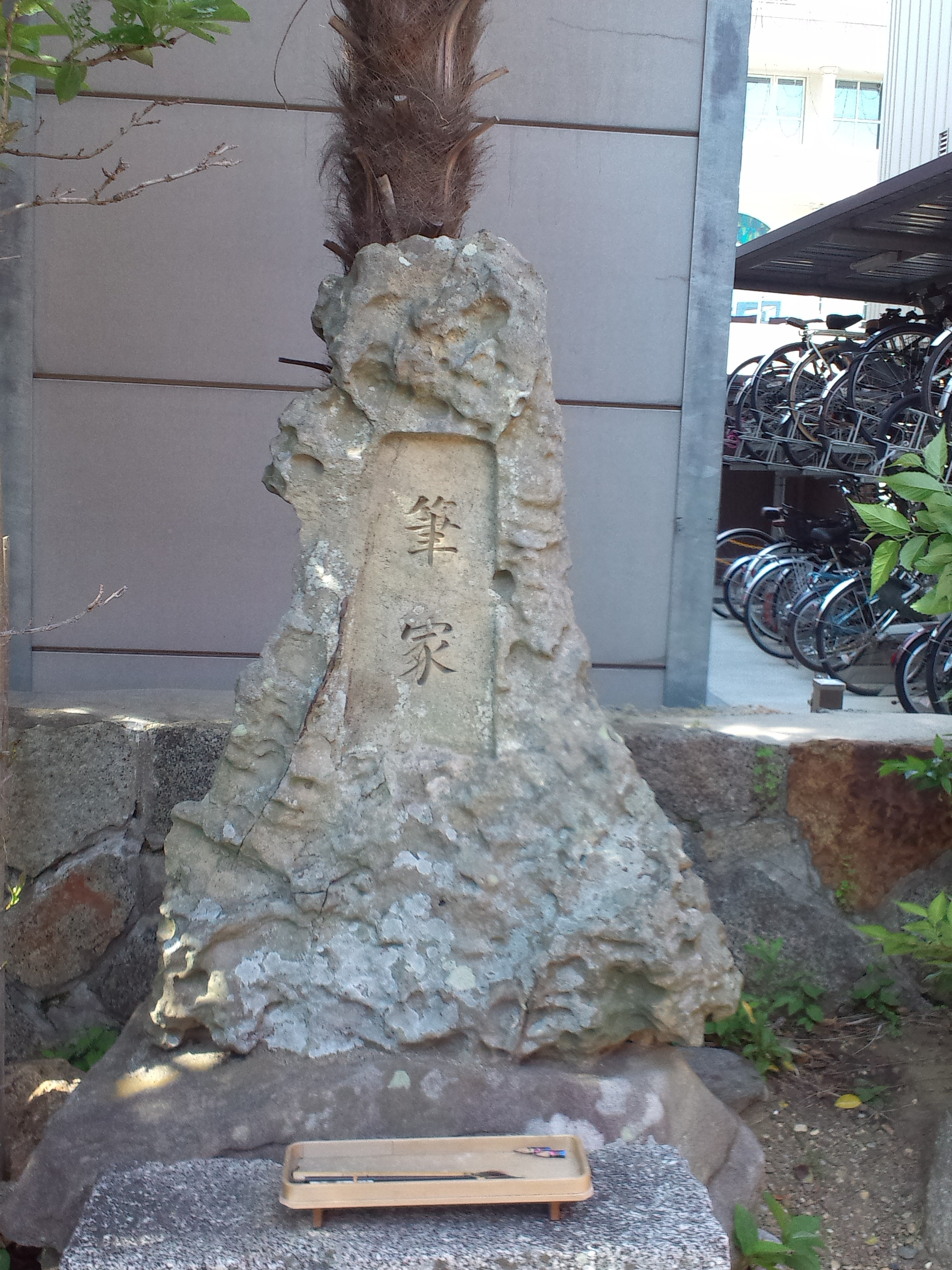
筆塚
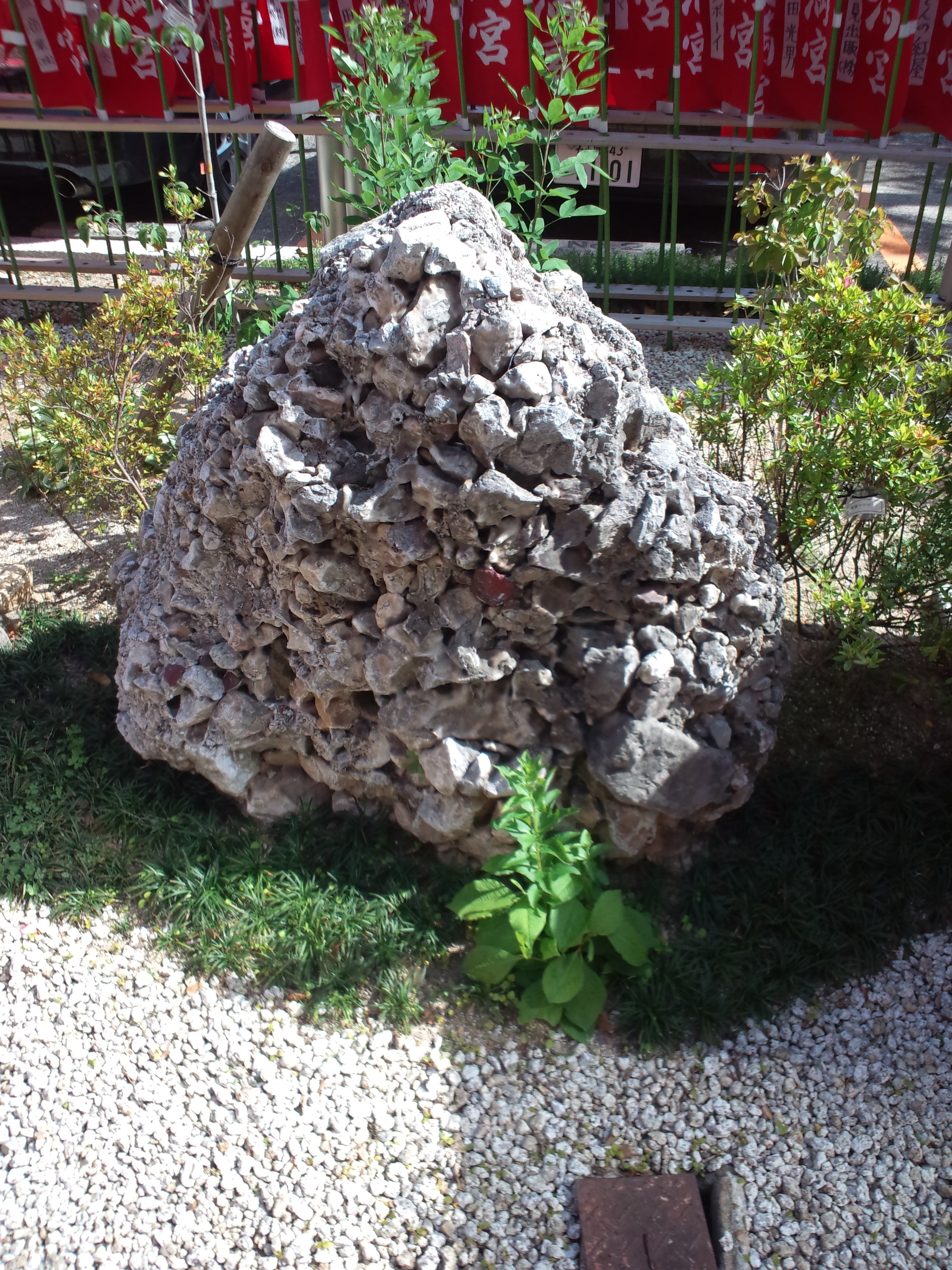
さざれ石

## アクセス
- JR東海東海道本線「豊橋駅」下車徒歩11分